# Nickel Boys
Nickel Boys es una película de drama histórico estadounidense de 2024 basada en la novela de 2019 The Nickel Boys de Colson Whitehead. Fue dirigida por RaMell Ross, quien coescribió el guion con Joslyn Barnes, y está protagonizada por Ethan Herisse y Brandon Wilson, junto a Hamish Linklater, Fred Hechinger, Daveed Diggs y Aunjanue Ellis-Taylor. La historia sigue a dos niños afroamericanos, Elwood y Turner, que son enviados a una escuela de reforma abusiva llamada Nickel Academy en la Florida de los años 1960. La película está inspirada en la histórica escuela de reforma de Florida llamada Dozier School for Boys, que era conocida por el trato abusivo a los estudiantes.
Filmada en primera persona, el rodaje tuvo lugar en Luisiana a finales de 2022. La película se estrenó en el 51.º Festival de Cine de Telluride el 30 de agosto de 2024 y tuvo un estreno limitado en cines por Amazon MGM Studios el 13 de diciembre de 2024. Recibió reseñas positivas de los críticos y fue nombrada una de las 10 mejores películas de 2024 por el American Film Institute. Recibió varios elogios, incluida una nominación a Mejor película dramática en los 82.º Premios Globo de Oro, cinco nominaciones en los 30.º Premios de la Crítica Cinematográfica, incluida Mejor película y dos nominaciones en la 97.ª edición de los Premios Óscar, incluida también Mejor película.

## Premisa
Nickel Boys se basa en el histórico reformatorio de Florida de la década de 1960 llamado Dozier School for Boys, que era conocido por el trato abusivo de los estudiantes. Explora la historia de Elwood Curtis, un joven afroamericano que es enviado a la Nickel Academy, una versión ficticia de la Escuela Dozier, después de ser acusado falsamente de un delito. Mientras está allí, conoce a un niño llamado Turner, y los dos forman una estrecha amistad mientras intentan sobrevivir a los horrores de la escuela y sus administradores corruptos. 

## Reparto
- Ethan Herisse como Elwood, un niño que es enviado a un reformatorio después de ser condenado injustamente por ayudar a robar un automóvil.
  - Ethan Cole Sharp como Elwood joven
  - Daveed Diggs como "Elwood" adulto, un hombre de negocios de la ciudad de Nueva York.
- Brandon Wilson como Turner, amigo de Elwood en la Academia Nickel
- Aunjanue Ellis-Taylor como Hattie, la abuela de Elwood
- Hamish Linklater como Spencer, el administrador blanco corrupto de la Academia Nickel
- Fred Hechinger como Harper, un empleado de la escuela que ayuda a supervisar el programa de trabajo para convictos de Nickel.
- Jimmie Fails como el Sr. Hill, el alentador profesor de secundaria de Elwood

## Producción
En octubre de 2020 se informó sobre la adaptación de la novela de Colson Whitehead de 2019, The Nickel Boys, a un largometraje. RaMell Ross firmó para dirigir, lo que lo convierte en su debut como director de largometraje narrativo. Joslyn Barnes coescribió y produjo y Whitehead se desempeñó como productor ejecutivo. Aunjanue Ellis, Ethan Herisse, Fred Hechinger, Hamish Linklater y Brandon Wilson fueron elegidos para la película.
Con un presupuesto de producción estimado (antes de incentivos fiscales) de 23,2 millones de dólares, la fotografía principal se llevó a cabo de octubre a diciembre de 2022.   El rodaje tuvo lugar en Luisiana, en LaPlace, Nueva Orleans, Hammond y Ponchatoula . El edificio de oficinas del fiscal del distrito de Lafourche sirvió a principios de diciembre como lugar de rodaje en Thibodaux . 

## Estreno
Nickel Boys tuvo su estreno mundial en el 51.º Festival de Cine de Telluride el 30 de agosto de 2024. Fue la película de apertura del 62.º Festival de Cine de Nueva York en Alice Tully Hall el 27 de septiembre de 2024.
La película originalmente iba a tener un estreno limitado en cines en la ciudad de Nueva York el 25 de octubre de 2024 y en Los Ángeles el 1 de noviembre, antes de transmitirse en Prime Video en una fecha no especificada. Sin embargo, el estreno de la película se pospuso y fue estrenada en la ciudad de Nueva York el 13 de diciembre y en Los Ángeles el 20 de diciembre; Amazon MGM Studios también preparó copias en película de 35 mm para el estreno actualizado. Su estreno en el Reino Unido se programó para el 3 de enero de 2025 por Curzon Film.